# كريس كورمير
كريس كورمير (بالإنجليزية: Chris Cormier)‏ هو لاعب كمال أجسام أمريكي، ولد في 19 أغسطس 1967 في بالم سبرينغس في الولايات المتحدة.